# Nuage en bannière

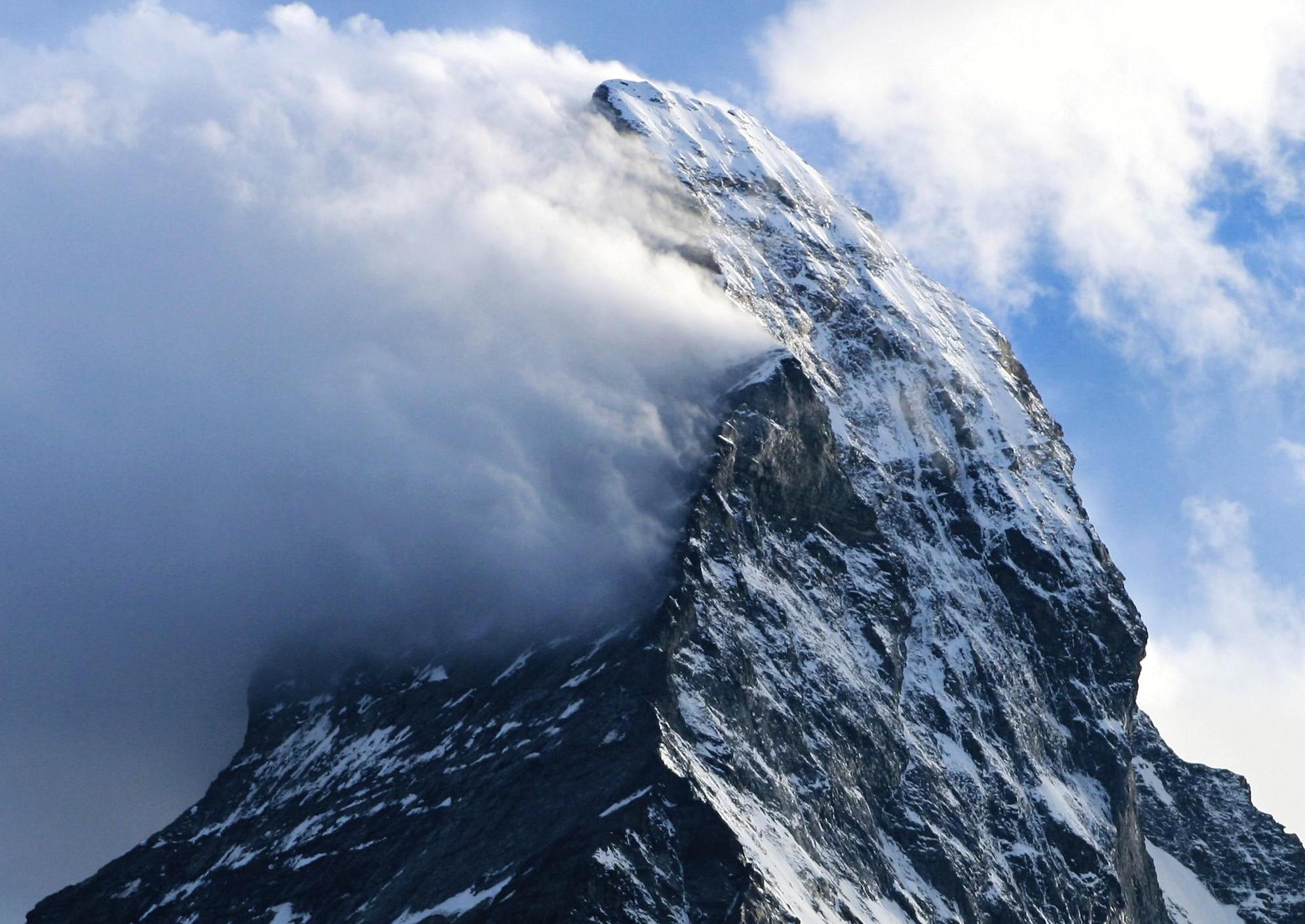
Nuage en bannière en aval du mont Cervin dans le cas d'une atmosphère stable.

Un nuage en bannière ou nuage de crête est un nuage se formant dans certaines conditions en aval (sous le vent) d'un obstacle lorsque la paroi au vent est à l'ombre.

## Description
Il se forme un rotor en aval par la conjonction de deux phénomènes : le rotor naît et engendre une ascendance le long de la paroi de la montagne et cet air est lui-même réchauffé par le soleil d'où la formation d'un nuage de type mi-rotor, mi-cumulus. Ce nuage est un nuage diurne qui va se dissiper en soirée.

## Exemples
Ce type de nuage est très connu en aval du mont Cervin (ou Matterhorn).
Il se forme en général par vent de nord-ouest. Le versant suisse du Cervin est à l'ombre et est plus froid que le versant italien qui est chauffé par le soleil. Du côté suisse, il se forme une surpression dynamique et du côté italien il se forme une dépression et donc la vapeur d'eau va se condenser et former le nuage en bannière en question. Il se forme aussi couramment au sommet de l'Everest et de manière plus générale en aval de pics isolés.